# Sisters (film, 1922)
Pour les articles homonymes, voir Sisters.
Pour plus de détails, voir Fiche technique et Distribution.
Sisters est un film américain réalisé par Albert Capellani, sorti en 1922.

## Fiche technique
- Titre français : Sisters
- Réalisation : Albert Capellani
- Scénario : E. Lloyd Sheldon
- Photographie : Chester A. Lyons
- Pays de production : États-Unis
- Format : Noir et blanc - 1,33:1 - Film muet
- Genre : drame
- Durée : 70 minutes
- Date de sortie : 1922

## Distribution
- Seena Owen : Alix Strickland
- Gladys Leslie : Cherry Strickland
- Mildred Arden : Anna Little
- Matt Moore : Peter Joyce
- Joe King : Martin Lloyd
- Tom Guise : Dr Strickland
- Robert Schable : Justin Little